# Yusuf ben al-Hasan
Moulay Yūsuf ben Ḥasan (in arabo السلطان يوسف بن الحسن‎?, al-Sulṭān Yūsuf bin al-Ḥasan; in berbero: ⵚⵍⵟⴰⵏ ⵢⵓⵙⴼ ⵢⵓⵙ ⵍⵃⴰⵙⴰⵏ; Meknès, 1882 – Rabat, 17 novembre 1927) è stato un sultano marocchino.

## Biografia
Nato a Meknès, figlio del sultano Ḥasan I, succedette al fratello ʿAbd al-Ḥafīẓ, che abdicò dopo il trattato di Fès che rese il Marocco un protettorato francese. Nel 1913 promulgò il Dahir formant Code des obligations et des contrats, ancora oggi in vigore.
Il suo regno fu agitato e contrassegnato da frequenti rivolte verso l'occupazione francese. La più importante fu condotta da Abd el-ẓ nel Rif. Nel 1926 assistette all'inaugurazione della Grande Moschea di Parigi.
Per ragioni di sicurezza trasferì la corte da Fès a Rabat.
Gli succedette il figlio Moḥammed V.